# Austin-Healey Sprite
L’Austin-Healey Sprite est un Roadster britannique à deux places dessiné par le pilote et ingénieur Donald Healey, et produit par la filiale Austin de la British Motor Corporation. Prévu pour être vendu à bas prix, il est équipé du moteur des populaires Austin A35 et Morris Minor, amélioré par l'utilisation de deux carburateurs SU. 
La première version, appelée Sprite Mk 1 « Frogeye » (pour « yeux de Grenouille »), sera produite à 48 987 exemplaires de 1958 à 1961 ; elle sera suivie par les versions Mk 2, Mk 3 et Mk 4, qui seront identiques aux MG Midget Mk 1, Mk 2 et Mk 3 ; la voiture ayant été conçue en commun par les ingénieurs de MG et d'Austin-Healey, toutes deux filiales de British Motor Corporation. Cette identité des deux voitures ayant des noms différents conduira à leur attribuer le surnom commun de «Spridget», contraction de «Sprite» et «Midget».
La dernière version de la Midget, la Midget 1500, équipée du moteur de la Triumph Spitfire 1500, n'aura pas de Sprite équivalente.

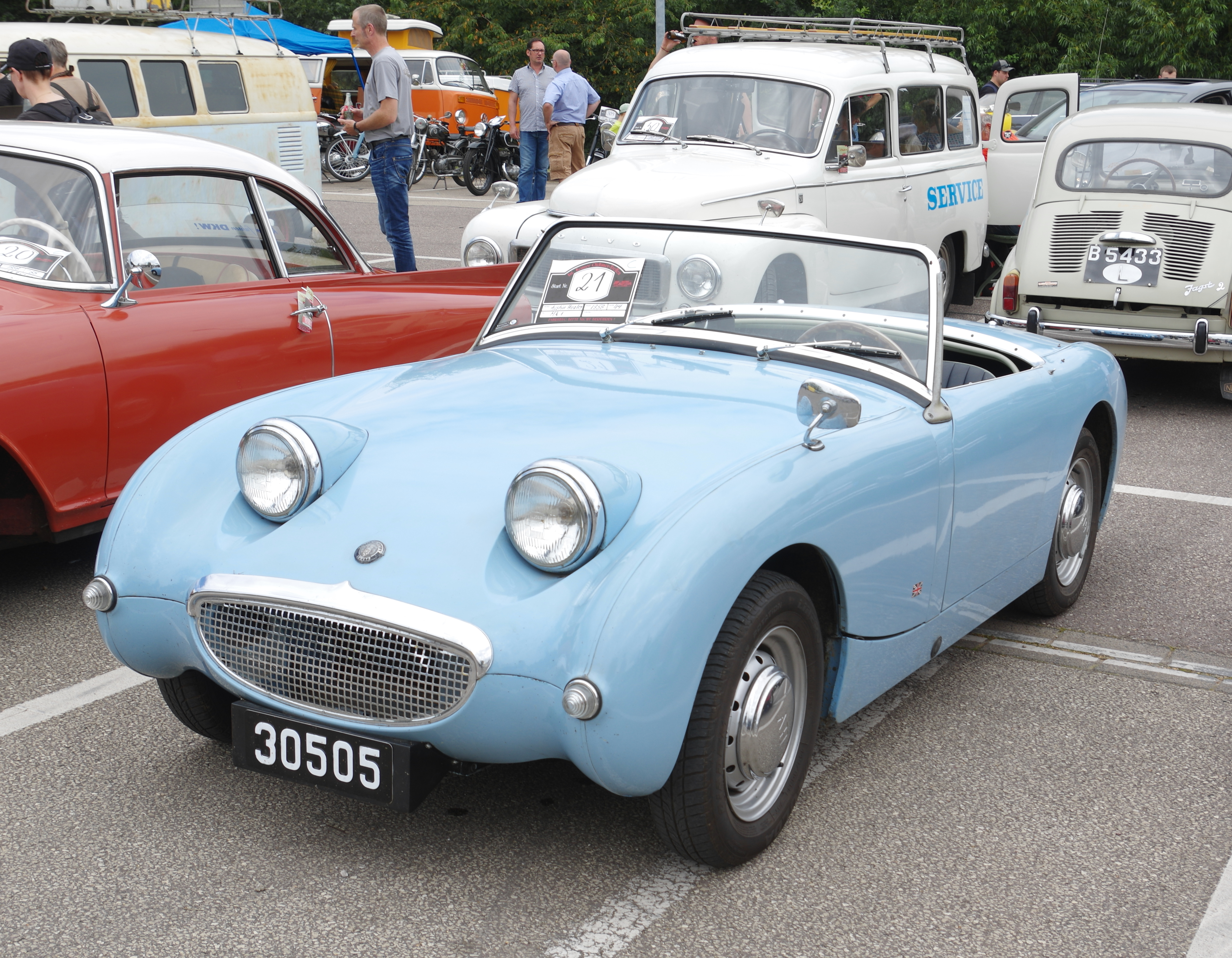
Sprite Mk 1.
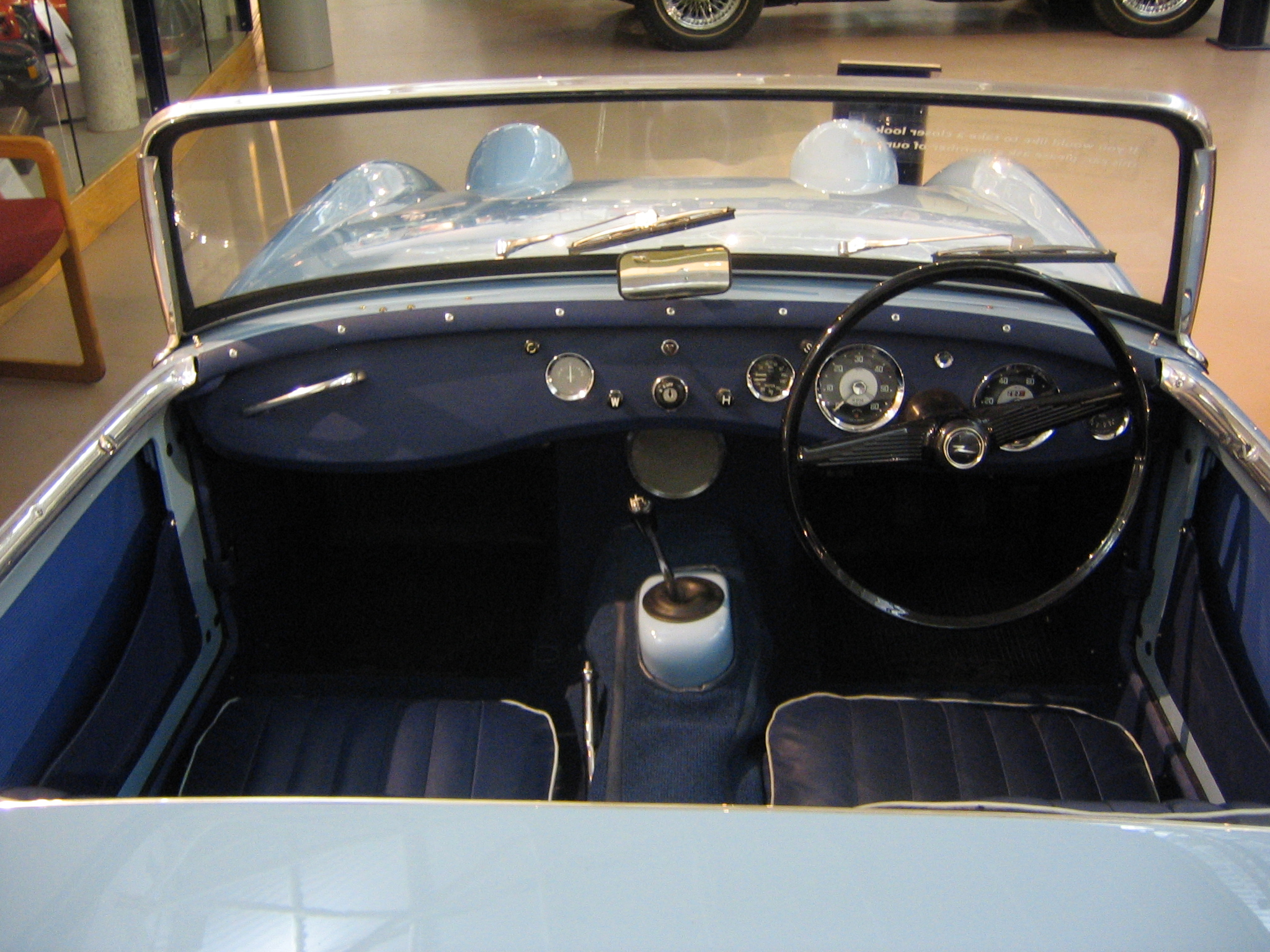
Cockpit d'une Sprite Mk 1.
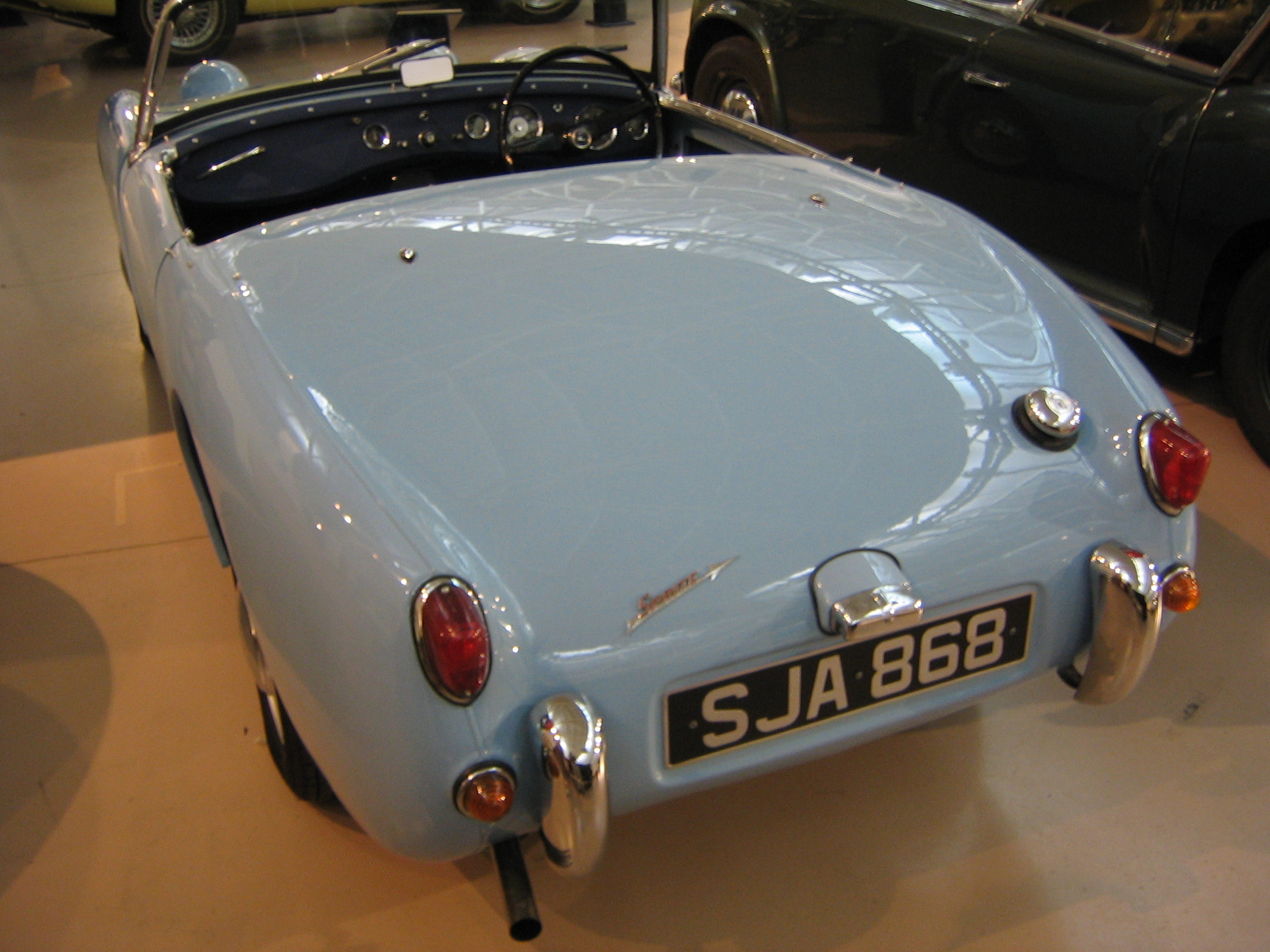
Arrière d'une Sprite Mk 1.
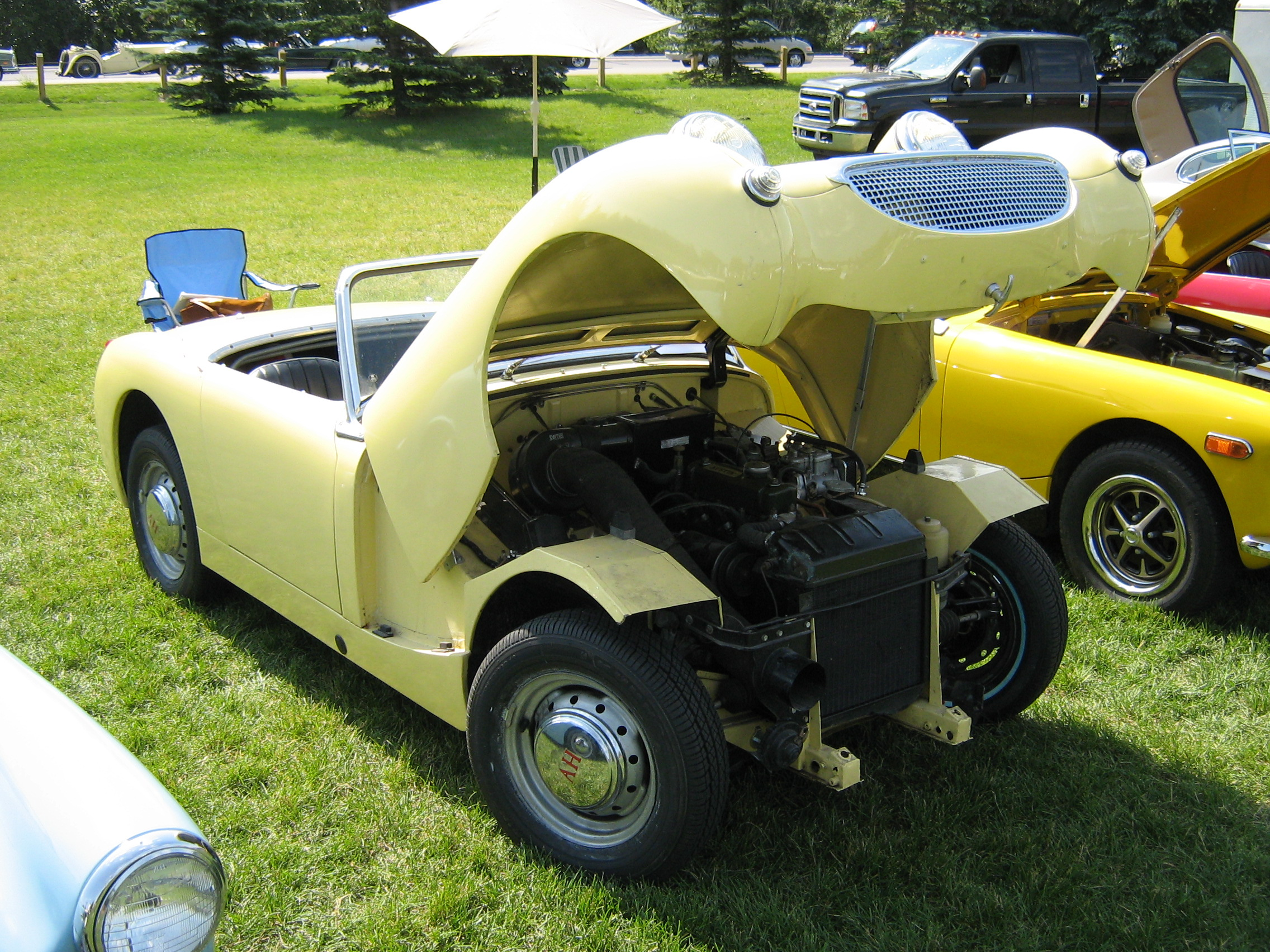
Sprite Mk 1, capot ouvert.
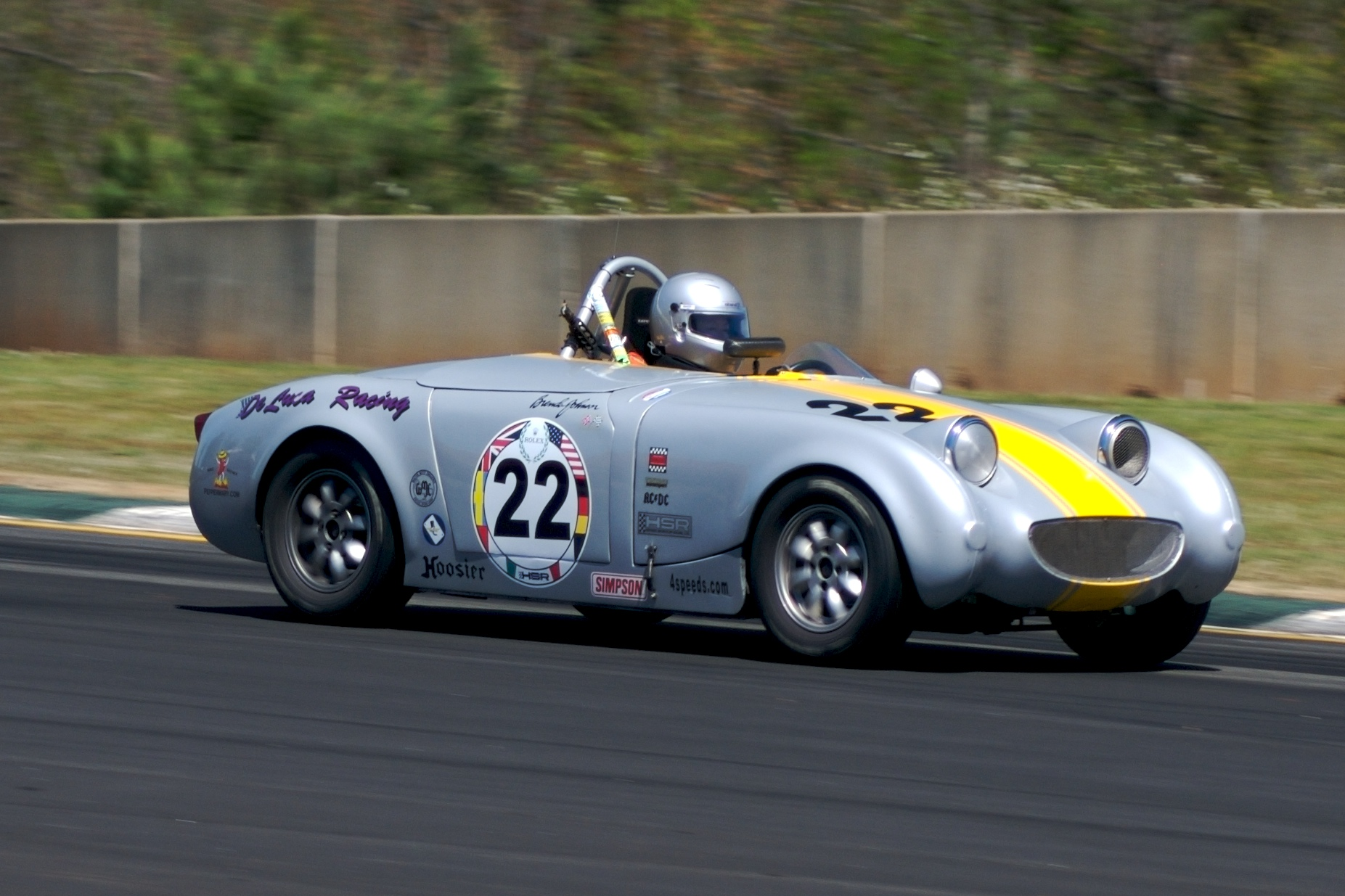
Sprite Mk 1 en compétition.
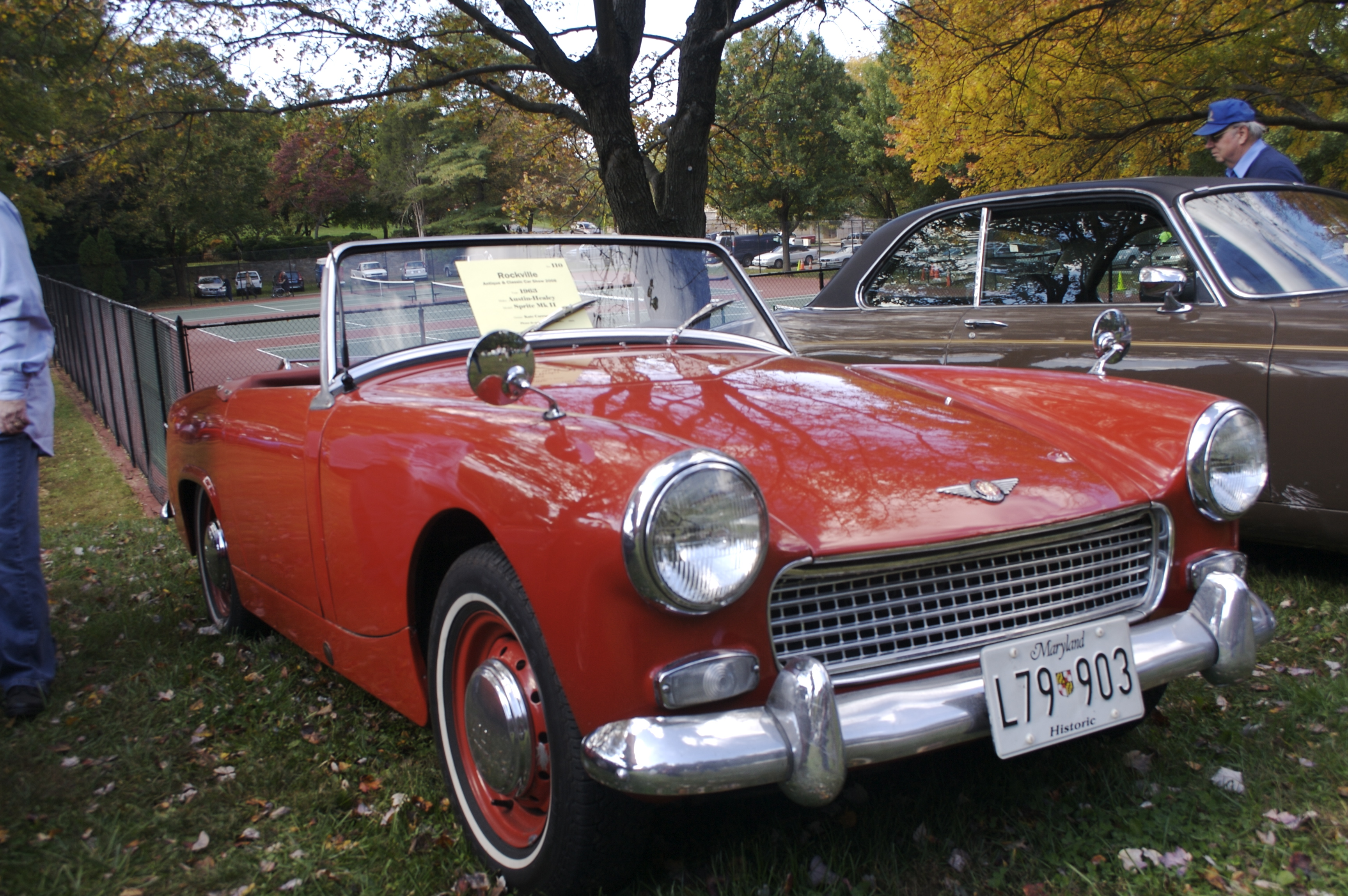
Sprite Mk 2.
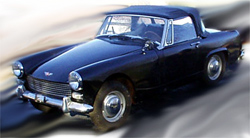
Sprite Mk 3.
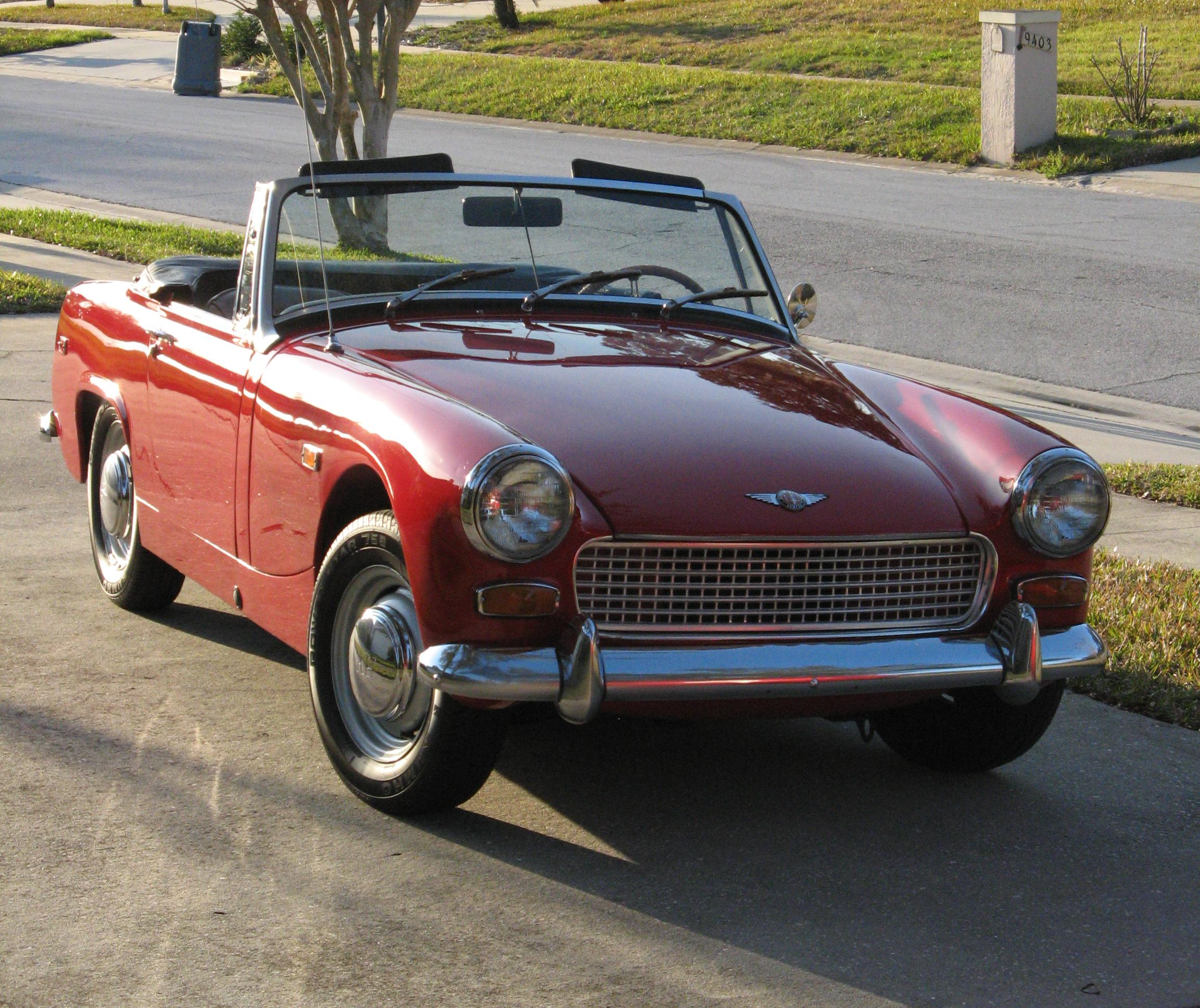
Sprite Mk 4.

## Compétition
Entre 1958 et 1970, de nombreuses versions de l'Austin-Healey Sprite sont engagées en compétition, notamment aux 12 Heures de Sebring, ainsi qu'aux 24 Heures du Mans,.